# راسيل بالارد
راسيل بالارد (بالإنجليزية: Russ Ballard)‏ هو منتج أسطوانات وعازف قيثارة ومغن مؤلف وعازف بيانو بريطاني، ولد في 31 أكتوبر 1945 في Waltham Cross ‏ في المملكة المتحدة.

## وصلات خارجية
- راسيل بالارد على موقع ميوزك برينز (الإنجليزية)
- راسيل بالارد على موقع أول ميوزيك (الإنجليزية)
- راسيل بالارد على موقع ديسكوغز (الإنجليزية)